# Tverai
Tverai ist ein „Städtchen“ (litauisch miestelis) mit 558 Einwohnern (2011) in der Gemeinde Rietavas, Litauen. Es ist das Zentrum des Amtsbezirks Tverai. Es gibt eine Ambulanz, ein Postamt (LT-90015), die Mittelschule Tverai, ein Kulturhaus, eine Försterei, eine Bibliothek, eine Filiale des Unternehmens AB „Lytagra“, das Tageszentrum Všį „Tverų dienos centras“ und ein Tourismuszentrum.

## Geschichte
Um das Jahr 1253 starb auf Burg Tverai Fürst Vykintas, nachdem er den Kampf um die Macht im Großfürstentum Litauen gegen Mindaugas verloren hatte.
1804 wurde eine Pfarrgemeindeschule errichtet. 1853 gab es 35 Schüler. 1897 wurde unter dem Pfarrer Juozapas Niūniava-Niūnevičius zusammen mit Einwohnern die katholische Kirche der Heimsuchung der Jungfrau Maria erbaut.

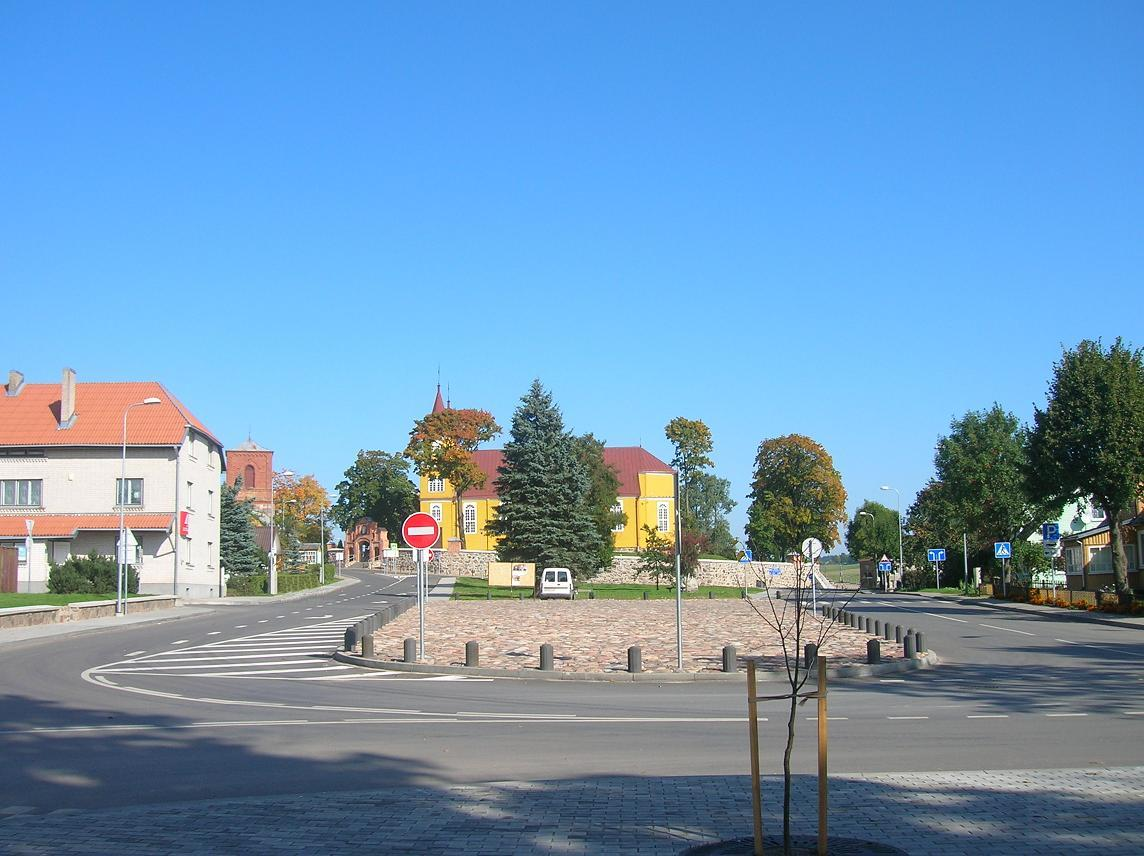
Ortsmitte
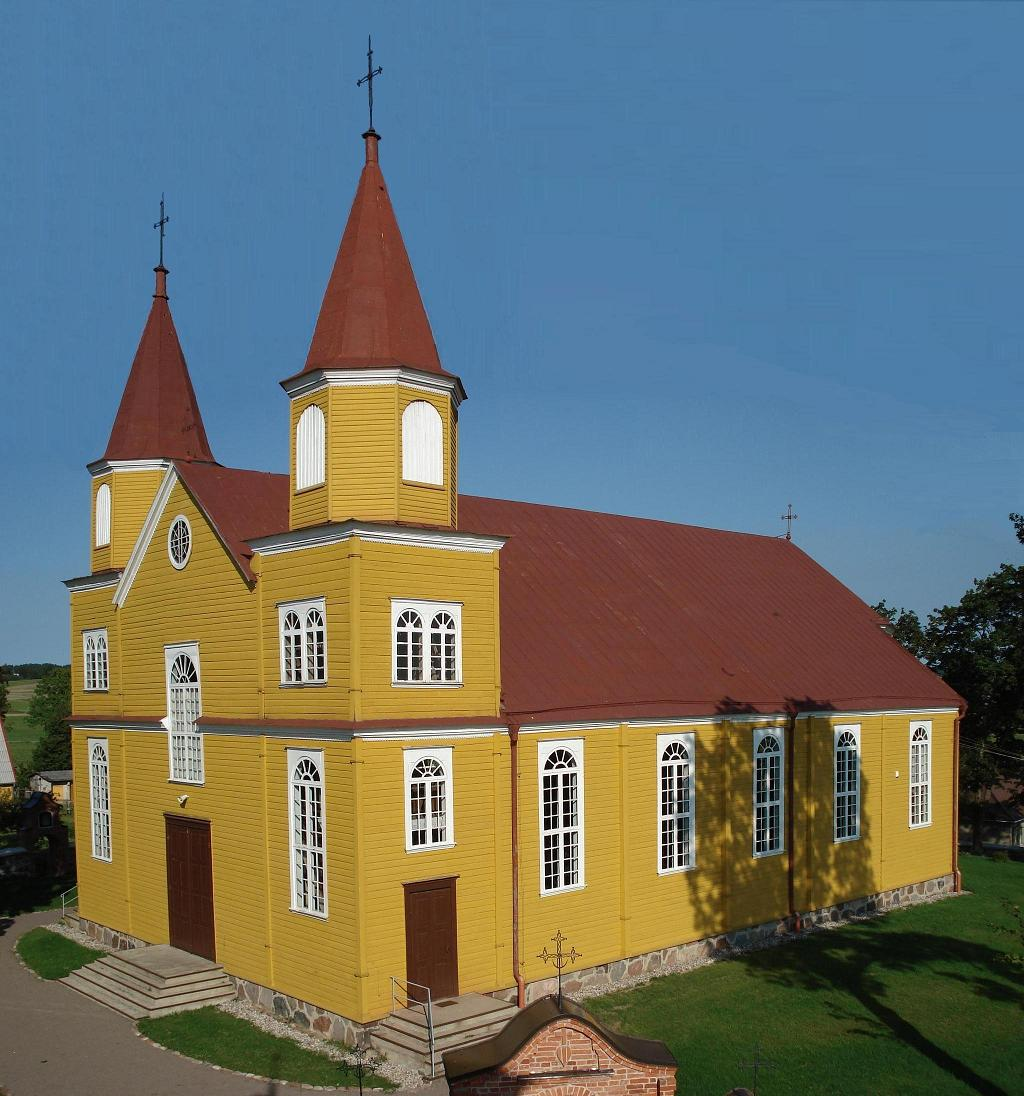
Kirche der Heimsuchung der Jungfrau Maria
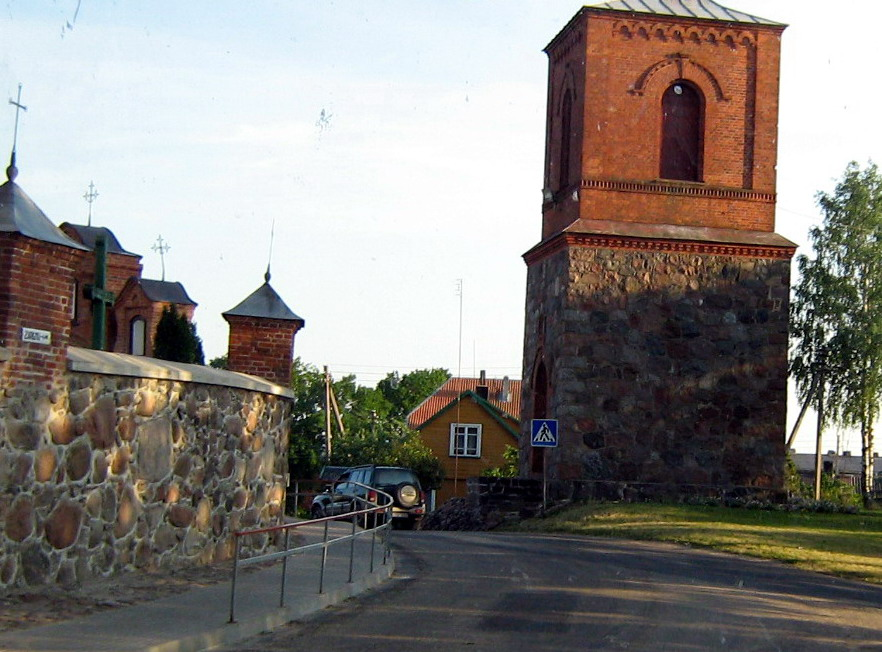
Glockenturm der Kirche